# Santa Maria di Merino
La Santa Maria di Merino è un'antica statua lignea di Maria che è conservata a Vieste; la città pugliese è affidata al suo patronato, insieme a quello di San Giorgio.
La tradizione narra che la statua (anche se diverse fonti ci dicono che la statua è risalente alla fine del '500) della Beata Vergine venne rinvenuta sulla spiaggia della frazione viestana di Merino da alcuni pescatori, intenti in una battuta di pesca. Essendo la località di Merino, esattamente a metà strada tra Vieste e Peschici, si decise di mettere la statua su un carro di buoi, questi presero la direzione di Vieste, cosicché i pescatori viestani se ne impossessarono.  In quel luogo venne costruito il Santuario di Santa Maria di Merino, una chiesa tuttora esistente il cui nucleo più antico risale al secolo XI-XII, scomparso in seguito ad un maremoto. A questo santuario è legato anche un episodio di papa Celestino V, che qui avrebbe trovato rifugio prima di essere riconosciuto a riportato ad Anagni il 10 maggio o 16 maggio 1295.
Successivamente, quando la popolazione si trasferì in gran numero a Vieste, anche la statua di Maria venne portata all'interno della città, nella Cattedrale dell'Assunta. Della statua non si ha alcuna notizia, è molto probabile che facesse parte di un carico che da Bisanzio fosse diretto a Venezia. La statua è ancora esistente, ha resistito a moti, saccheggi, terremoti ed incendi, ed è custodita nella Cattedrale di Vieste. Recentemente è stata portata nell'Istituto di Belle Arti di Bari per essere restaurata.
Il luogo del santuario coinciderebbe con il sito della antica città di Merinum. Gli scavi iniziati nel 1938 non sono stati mai conclusi e quanto era stato scoperto i contadini dell'epoca lo hanno riseppellito, tuttavia i resti di una villa Romana visibili ancora oggi confermano la presenza di insediamenti umani di epoca paleocristiana. La supposizione dell'esistenza di una vera e propria “città di Merinum” è  da attribuirsi ad una controversa citazione dell'opera “ Naturalis Historia" di Plinio il Vecchio,  in cui si fa riferimento del popoli Merinate del gargano “Merinates ex Gargano”,  dalla città di Merinum, (anche se alcune versioni riportano l'iscrizione “Metinates”).
La festa patronale ricorre il 9 maggio: in quel giorno si forma una processione di fedeli che portano a spalla la venerata immagine fino all'antico santuario, luogo del ritrovamento.